# José Sáenz de Aguirre
Pour les articles homonymes, voir Sáenz.
José Sáenz de Aguirre (né le 24 mars 1630 à Logroño, en Espagne, et mort le 19 août 1699 à Rome) est un moine bénédictin, cardinal espagnol du XVIIe siècle. Il est membre de l'Ordre de Saint-Benoît. Bossuet l’appelait la lumière de l’Église, le modèle des mœurs, l’exemple de la piété.

## Biographie
José Sáenz de Aguirre entra dans l'Ordre de Saint-Benoît à l'age de 15 ans au monastère de San Millán de la Cogolla. Le chapitre général de Valladolid en 1663 le nomma prédicateur de l'Ordre et professeur de rhétorique et de littérature. Il étudia dans l'université bénédictine d'Irache les arts et la théologie, deux disciplines qu'il devait lui-même enseigner plus tard au collège Saint Vincent de Salamanque, où il obtint la chaire de théologie après avoir défendu une thèse sous le titre de Ludi Salmanticenses. Nommé abbé du monastère de Espinareda en Galice, il y renonça pour devenir recteur du collège de Saint Vincent, dont il devint également abbé. De 1676 à 1684 il enseigna la théologie morale, la théologie thomiste et la philosophie morale et sacrée. Il prit position dans de nombreuses querelles théologiques, nées autour de la réception du baïanisme et du jansénisme en Espagne, ainsi que autour de l'œuvre de Miguel de Molinos. Dans sa propre congrégation, il fit la médiation entre Rancé et Mabillon pour défendre la trajectoire monastique. Il était opposé au probabilisme et restait neutre dans la controverse de auxiliis, ce qui fut sans doute la cause du retard de la cession de trois chaire qu'il sollicita pour sa congrégation à Salamanque. Il fut également censeur de l'Inquisition et membre de Grand Conseil. Sa position farouchement anti-gallicane lui valut d'être nommé cardinal par Innocent XI le 2 septembre 1686, lors du second consistoire du pontificat. Parti à Rome, il fit partie de nombreuses congrégations romaines, comme celles de l'Index, le Conseil et le Saint Office à l'époque de la condamnation du quiétisme. Depuis Rome, il mena une intense correspondance avec Bossuet, avec le Supérieur général de la Compagnie de Jésus Tirso González de Santalla et avec l'archevêque de Reims Charles-Maurice Le Tellier. Il s'y employa également à obtenir des chaires pour sa congrégation à Salamanque, dont une consacrée à l'enseignement de Saint Anselme. Cette concession fut finalement sanctionnée par le roi en 1692. Aguirre participe au conclave de 1689, lors duquel le pape Alexandre VIII est élu, puis au conclave de 1691 (élection du pape Innocent XII). À la mort du grand Arnauld, il fit en plein consistoire l’éloge de ce célèbre docteur. Il mourut d'une crise d'épilepsie le 19 août 1699 et fut enterré à Rome.

## Œuvres
- Ludi Salmanticenses, sive theologia florentula (Salamanque, 1667) ;
- Sancti Anselmi archiepiscopi Cantuariensis theologia, commentariis et disputationibus tum dogmaticis tum scholasticis illustrate, 3 vol. (Salamanque, 1678, 1681 et Rome 1688, 1690) ;
- Auctoritas infallibilis et summa cathedra Sancti Petri, extra et supra concilia quaelibet atque in totam Ecclesiam, denuo stabilita, sive defensio cathedrae adversus declarationem nomine illustrissimi Cleri Gallicani editam Parisiis (Salamanque, 1683). Cet ouvrage fut proscrit par un arrêt du Conseil d’Espagne, et valut à l’auteur sa promotion au cardinalat ;
- Praelectio temporalis ad cathedram philosophiae moralis promerendam in Salmanticensi Academia: praemisse sorte in caput quartum libri octavi Ethicorum Aristotelis ad Nicomachum (Salamanque, 1675).
- Philosophia rationalis novantiqua, sive disputationes selectae in logicam et metaphysicam Aristotelis (Salamanque, 1675).
- Collectio Conciliorum Hispaniæ, Rome, 4 vol. in-fol., 1693-1694, édition préférée à celle de 1753, en 6 vol.